# HMS Montrose (1918)
HMS Montrose был одним из восьми лидеров эсминцев адмиралтейского типа, также известных как тип «Скотт». Они были названы в честь деятелей шотландской истории. «Монтроз» был назван в честь Грэхэма, герцога Монтроза. Лидер построен во время Первой мировой войны, но был закончен уже к самому её концу. Участвовал в интервенции на юге России и гражданской войне в России, участвовал в военном присутствии в Турции. У него была долгая карьера в межвоенные годы на нескольких флотах и многолетняя служба во время Второй мировой войны.

## Строительство
HMS Montrose был одним из лидеров эскадренных миноносцев типа «Скотт», спроектированным под основные требования, сформулированные сэром Джоном Джеллико, командующим Grand Fleet, желавшим иметь большой, быстрый и хорошо вооружённый лидер эсминцев, который будет превосходить ожидаемые новые большие немецкие эсминцы. За основу был взят проект лидера от Торникрофт. По традиции проектированием занималось Адмиралтейство, а подряды на строительство были переданы частным фирмам.

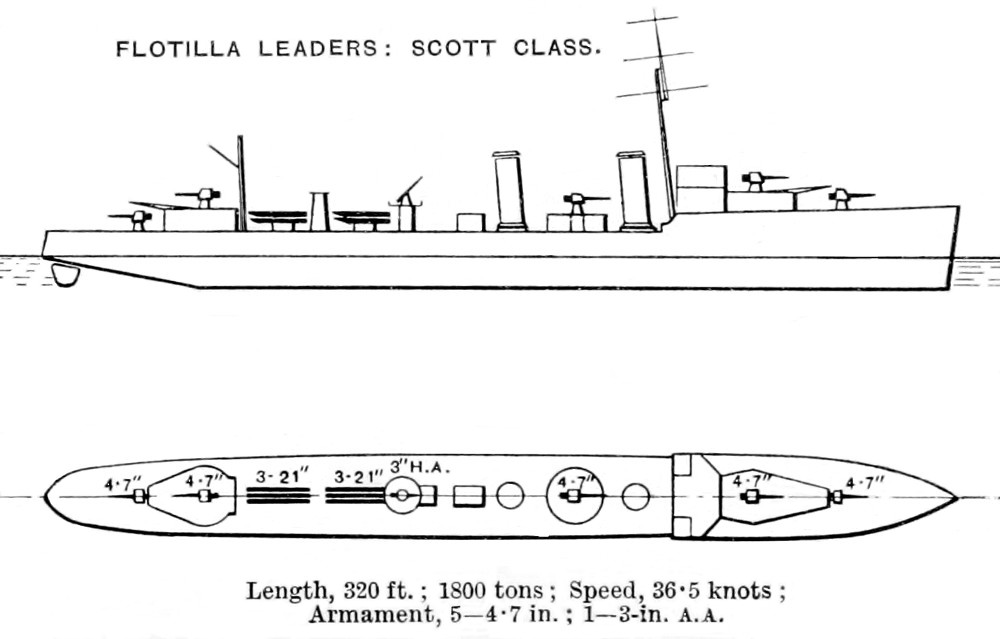
Схема лидера эсминцев адмиралтейского типа

«Монтроз» был заказан в рамках чрезвычайной кораблестроительной программы военного времени в апреле 1917 года у компании «Хоторн Лесли» из Хебберна. Заложен на верфи «Хоторн Лесли» в Хебберн-он-Тайн 4 октября 1917 года, спущен на воду 10 июня 1918 года, зачислен в состав флота 29 августа 1918 года. Постройка завершена 14 сентября того же года.

## Конструкция

### Главные размерения и энергетическая установка
Длина между перпендикулярами — 97,54 м, наибольшая — 101,32 м, ширина — 9,68 м и осадка — 3,81 м. Проектное водоизмещение составляло 1580 длинных тонн (1605,354 тонны) и 2050 длинных тонн (2082,896 тонны) при полной загрузке. Энергетическая установка состояла из четырёх котлов Ярроу, которые подавали пар на два комплекта паровых турбин Брауна-Кертиса с одноступенчатым редуктором и имели суммарную мощность 43 000 л.с. (32000 кВт). Это давало расчётную проектную скорость 36,5 узлов, что соответствовало примерно 32 узла при полной осадке. Запас топлива составлял до 504 тонн нефти, что давало дальность хода 9300 км на скорости 15 узлов.

### Вооружение
Артиллерийское вооружение лидеров типа «Скотт» состояло из пяти 120-мм орудий в установках CP VI, имевших угол возвышения 30 градусов. По паре орудий располагались по линейно-возвышенной схеме на носовой и кормовой надстройках, а пятое орудие располагалась на платформе между дымовыми трубами. Зенитное вооружение состояло из 76-мм пушки на платформе позади задней трубы, а также пары одноствольных 40-мм пушек Виккерс Мк 2 для ближней защиты. Торпедное вооружение состояло из двух трёхтрубных установок 533 мм торпедных аппаратов, размещённых между 76-мм зенитным орудием и задней парой орудий главного калибра.

### Модернизации
Монтроз имел лишь незначительные модернизации между войнами, ранним изменением во время Второй мировой войны была замена 120 мм пушки на миделе двумя 2-фунтовыми (40-мм) автоматическими пушками (пом-пом) с уменьшением высоты трубы для улучшения поля обстрела 76 мм зенитки. В 1941 или 1942 годах, 76 мм зенитная пушка была перемещена на корму, а две 20-мм автоматические пушки Oerlikon были установлены на крыльях мостика корабля. Оба комплекта торпедных аппаратов были сохранены, а корабль был приспособлен для сброса 10-ти глубинных бомб. Радар Типа 271 был установлен над мостиком корабля, заменив целеуказатель и связанный с ним дальномер, а излучатель радара был установлен наверху мачты корабля. В 1943 году спаренная 6-фунтовая (57-мм) пушка заменила 120-мм пушку в позиции А для использования против немецких торпедных катеров (шнелльботов) типа E.

## История службы
После постройки Монтроз присоединился к 10-й флотилии эсминцев, части Гарвичского отряда, в качестве одного из четырёх лидеров этой большой флотилии, заменив однотипный Scott, который был потоплен 15 августа 1918 года. 1 октября 1918 года, в ответ на сообщения о том, что немецкие военно-морские силы эвакуируют свои базы в оккупированной Фландрии, Монтроз вместе с пятью эсминцами получил приказ патрулировать у берегов Schouwen Bank, в то время как крейсера Canterbury и Dragon ждали у острова Тексел, чтобы пресечь попытки прорваться в Германию. Значительным немецким силам (включая 28 эсминцев) удалось успешно уйти не замеченными, обойдя блокаду англичан через голландские территориальные воды.

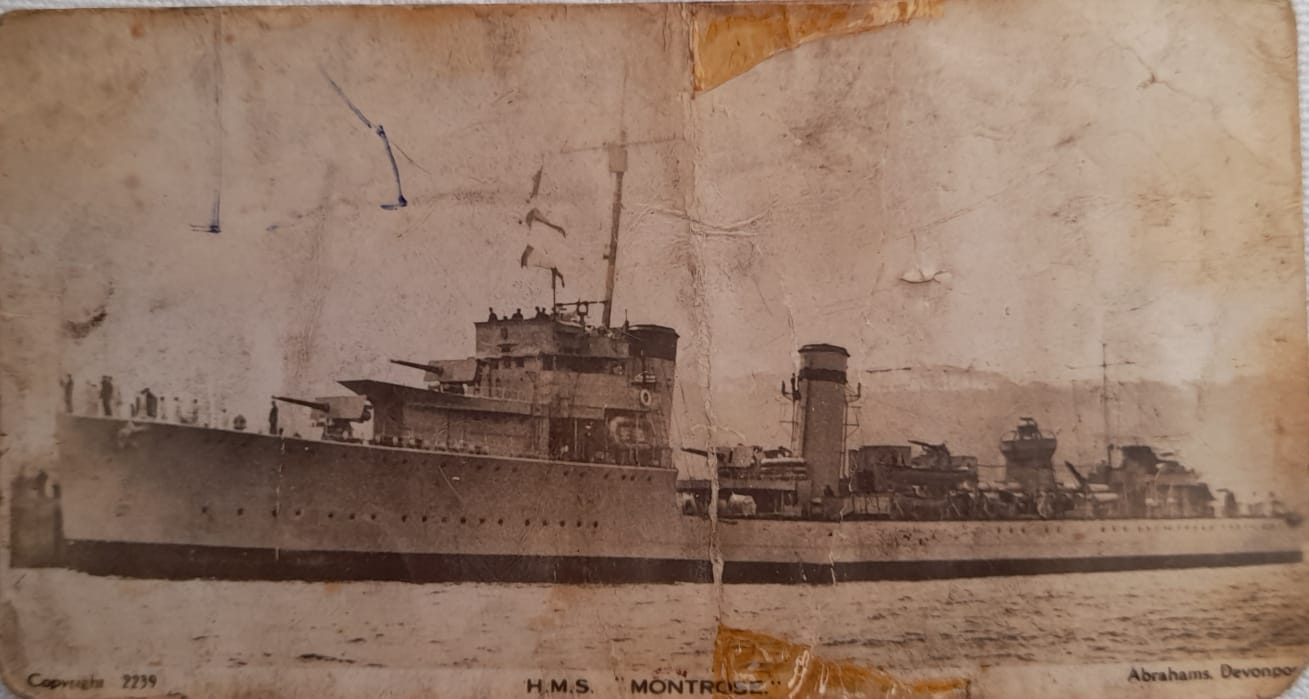
Почтовая карточка HMS Montrose by Abrahams, Devonport.

### Средиземноморский флот
Лидер оставался в составе 10-й флотилии до февраля 1919 года, после чего он присоединился к Средиземноморскому флоту в составе 6-й флотилии эсминцев. Корабль продолжал эксплуатироваться в составе Средиземноморского флота в течение десяти лет. Монтроз действовал на Чёрном море в 1919—1920 годах, во время Гражданской войны в России, принимая участие в эвакуации солдат и беженцев из Севастополя в Новороссийск при наступлении красных войск М. В. Фрунзе в Крыму в апреле 1919 года. В мае-июне 1919 года он участвовал в операциях у Феодосии и Арабатской стрелки, поддерживая силы Белой армии на Керченском полуострове, обстреливая наступающие войска Красной Армии.
24-25 декабря 1919 года участвовал в эвакуация из Таганрога. В декабре 1919 года командир Монтроза, капитан Малкольм Леннон Голдсмит, был награждён орденом «За выдающиеся заслуги» за службу в Чёрном море. В марте 1920 года Монтроз помогал эвакуировать остатки Белой армии из Новороссийска. Многие другие военные корабли Королевского флота помогали в эвакуации. 29 марта Монтроз вывез беженцев из Ялты.
Монтроз после ремонта повторно был введён в строй на Мальте с новым экипажем 16 июня 1920 года
Международную встречу по футболу команда лидера провела 8 сентября 1920 года в Севастополе. Тогда севастопольская команда «Рекс» обыграла команду английского миноносца со счётом (2:0).
В сентябре 1922 года Монтроз находился в турецком Чанаккале на Дарданеллах во время Чанакского кризиса, когда Турция противостояла британским и французским войскам, оккупировавшим Дарданеллы и Константинополь. В мае 1923 года Монтроз входил в состав сил во главе с линкором Iron Duke с крейсером Centaur и ещё пятью эсминцами, которым было приказано отправиться с Мальты в Дарданеллы, поскольку опасались, что боевые действия между Грецией и Турцией возобновятся, что грозит сорвать мирный договор в Лозанне. В октябре 1923 года корабль присоединился к 4-й флотилии эсминцев, базирующейся на Мальте, в качестве лидера. В феврале 1925 года Монтроз перешёл в 5-ю флотилию эсминцев, снова служа лидером вплоть до перехода в 1-ю флотилию эсминцев в январе 1927 года. 20 июня 1927 года Монтроз возглавил эсминцы 1-й флотилии, которые сопровождали линейный крейсер Renown, когда он покинул Мальту с герцогом и герцогиней Йоркскими в их путешествии по Содружеству.

### Британские воды
Корабль вернулся в Великобританию в апреле 1929 года, с мая по ноябрь стоял на ремонте в Девонпорте, где ему заменили трубы в котлах. Зачислен в резерв в Ширнессе. 4 декабря 1930 года «Монтроз» был повторно зачислен в состав 6-й флотилии эсминцев в составе Атлантического флота, где он был лидером до июня 1931 года, когда был отправлен в резерв в Портсмуте. В ноябре 1931 года он был назначен лидером 5-й флотилии эсминцев, а в июне 1932 года переведен в резерв в Девонпорте. Монтроз введен в строй 10 июля 1935 года для местной службы в Ла-Манше, не входя в какую-либо флотилию эсминцев, а в сентябре 1935 года присоединился к недавно созданной 20-й флотилии эсминцев, сформированной из эсминцев из резерва, для замены отправленных в Средиземноморье во время абиссинского кризиса. Он был в ремонте в Девонпорте с 22 ноября 1935 года по 13 января 1936 года и вернулся в действующую службу после его завершения. Входил в сопровождение кораблей высокопоставленных лиц на похороны короля Георга V и обратно в январе 1936 года. Корабль вернулся в резерв в Девонпорте 1 мая 1936 года.

### Вторая мировая война
С началом Второй мировой войны в сентябре 1939 года Монтроуз был назначен лидером 17-й флотилии эсминцев, базировавшейся в Милфорд-Хейвене и входившей в состав Командования западных подходов, и в течение первых нескольких месяцев на действительной службе ему было поручено противолодочное патрулирование и сопровождение конвоев в Восточной Атлантике. 30 сентября 1939 года «Монтроз» атаковал предполагаемую немецкую подводную лодку к югу от Плимута, а 2 октября 1939 года "Монтроз " и эсминец Keith атаковали другую предполагаемую подводную лодку.
26 мая 1940 года началась операция «Динамо» по эвакуации Дюнкерка, в которой Монтрозу было приказано принять участие. 28 мая он успешно эвакуировал 925 солдат, высадив их в Дувре. Он направлялся в очередной рейс в Дюнкерк рано утром 29 мая, когда столкнулся в тумане с буксиром Sun V, сломав форштевень. Его пришлось буксировать обратно в Дувр буксиром «Леди Брасси» кормой вперёд. Монтроз находился в ремонте на верфи Harland and Wolff в Северном Вулидже с 31 мая по 5 июля 1940 года. После ремонта Монтроз присоединился к 18-й флотилии эсминцев командования Нор, базирующейся в Харвиче. В июле 1940 года, в первой части Битвы за Британию, немецкая авиация провела ряд ударов по прибрежному судоходству в Ла-Манше, а 27 июля в рамках этой кампании атаковала «Монтроз» и эсминец Wren, которые были в сопровождении тральщиков у Альдебурга, Саффолк. Монтроз заявил, что два немецких бомбардировщика были сбиты во время боя, но он сам был сильно повреждён из-за близких разрывов, которые обездвижили его, а Wren был потоплен. Монтроз пришлось отбуксировать в Ширнесс.

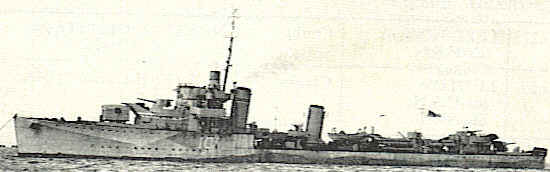
Монтроуз в 1944 году, со спаренной 6-фунтовой пушкой в положении А.

Montrose находился в ремонте на верфи Chatham Dockyard до октября 1941 года, после чего был переведен в состав 16-й флотилии эсминцев. Она базировалась в Скапа-Флоу до ноября 1941 года. В декабре 1941 года корабль был отделен от своей флотилии, чтобы стать частью сил прикрытия операций «Ankle» и «Стрельба из лука», рейдов на Лофотенские острова и Вогсёй в северной Норвегии. 30 декабря «Монтроз» врезался в скалу недалеко от Херстона, Оркнейские острова, повредив левый гребной вал. Он находился в ремонте в Росайте до конца мая 1942 года.
1 августа 1942 года «Монтроуз» был отправлен в состав Флота метрополии, чтобы заменить эсминцы, отправленные в Средиземное море для важного мальтийского конвоя, операции «Пьедестал». Montrose входил в состав сил дальнего прикрытия арктических конвоев PQ 18 и QP 14 в сентябре 1942 года в сопровождении эскадры адмирала Фрейзера, а с декабря 1942 г. по январь 1943 г. входил в состав дальнего эскорта конвоев RA 51 и JW 52. 1 февраля 1943 года он покинул Скапа-Флоу и перешёл в командование Нор, возобновив прибрежное патрулирование и сопровождение конвоев у восточного побережья Великобритании. В ночь с 17 на 18 февраля 1943 года Монтроз и эсминец Garth типа «Хант» находились в патрулировании, когда они столкнулись с несколькими немецкими торпедными катерами типа E, устанавливавшими минное поле у Лоустофта. В результате боя один из немецких торпедных катеров, S71, был обездвижен, а затем протаранен и потоплен Гартом. 24 октября 1943 года «Монтроз» столкнулся с эсминцем типа «Хант» Cotswold, сильно повредив его, ремонт продлился более 6 месяцев.
В июне 1944 года Монтроз принял участие в поддержке высадки в Нормандии. Он покинула Харвич 5 июня и с 6 июня сопровождал конвои в восточную (британскую) операционную зону. Во время этих операций он был удостоен последней боевой награды корабля. 7 июля получил повреждения при столкновении с грузовым судном Empire Heywood у Харвича. Монтроз получил более серьёзные повреждения 19 июля, когда столкнулся с десантным кораблём LST-430 и был пришвартован в порту Иммингем для ремонта. Монтроз больше не поступил на службу и был помещён в резерв со 2 ноября 1944 года в Нортумберленде.

## Тактические номера
| Номер вымпела | с             | по          |
| ------------- | ------------- | ----------- |
| F45           | сентябрь 1918 | ноябрь 1918 |
| D01           | 1922          | 1940        |
| I01           | 1940          | 1946        |

## Командиры

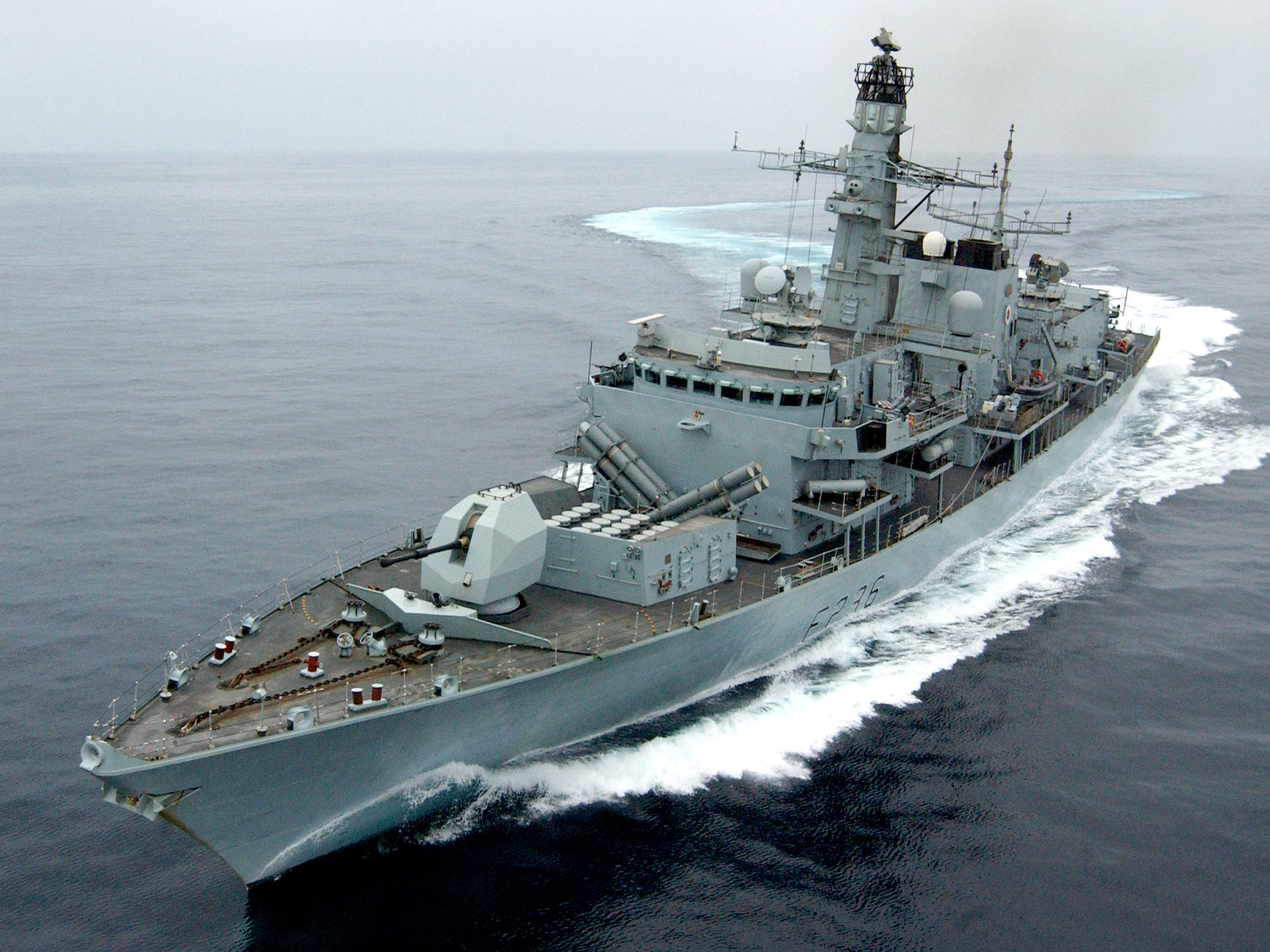
Фрегат типа 23 HMS Montrose (F236)

|   | Звание, ФИО                                        | с           | по          |
| 1 | Cdr. (retired) Henry Thurston Wake Pawsey, OBE, RN | 31 Jul 1939 | 6 Sep 1939  |
| 2 | Capt. Alfred Jerome Lucian Phillips, RN            | 6 Sep 1939  | 27 Sep 1939 |
| 3 | Cdr. Cecil Ramsden Langworthy Parry, RN            | 27 Sep 1939 | 9 Sep 1941  |
| 4 | Lt.Cdr. Walter John Phipps, OBE, RN                | 9 Sep 1941  | 16 Oct 1943 |
| 5 | A/Cdr. Guy Neville Rolfe, DSC, RN                  | 16 Oct 1943 | Ca. Aug 44  |

## Память
Название унаследовал британский фрегат типа 23 HMS Montrose (F236). Заложен в ноябре 1989 года на верфи Yarrow Shipbuilders на Клайде и спущен 31 июля 1992 года. Введён в эксплуатацию в июне 1994 года. Выведен из состава флота 17 апреля 2023 года.